# NGC 2594
NGC 2594 (również PGC 23704) – galaktyka soczewkowata (S0), znajdująca się w gwiazdozbiorze Raka. Odkrył ją Albert Marth 29 marca 1865 roku.